# پتروشیمی نوری
شرکت پتروشیمی نوری شرکت صنایع پتروشیمی ایرانی است، که در تیرماه ۱۳۸۶ توسط شرکت ملی صنایع پتروشیمی ایران و با سرمایه‌گذاری حدود ۸۰۰ میلیارد تومان راه‌اندازی شد. این مجتمع اکنون با ظرفیت ۴٫۵ میلیون تن در سال به‌عنوان یکی از بزرگ‌ترین تولیدکنندگان مواد آروماتیکی جهان شناخته می‌شود. پتروشیمی نوری به پاس قدردانی از زحمات محمود نوری که از طراحان این مجتمع بود و در فروردین‌ماه ۱۳۸۵ در این مجتمع درگذشت، تغییرنام یافت. 
از نظر جغرافیایی، مجتمع پتروشیمی نوری در زمینی به مساحت ۶۱ هکتار در حاشیه شمالی خلیج‌فارس به فاصله ۲۸۰ کیلومتری از مرکز استان بوشهر، در منطقه ویژه اقتصادی انرژی پارس در بندر عسلویه واقع شده‌است و خوراک آن توسط شرکت ملی نفت ایران تامین می‌شود.
سهام‌داران اصلی شرکت پتروشیمی نوری، شامل: شرکت صنایع پتروشیمی خلیج‌فارس (۷۶ درصد)، شرکت سرمایه‌گذاری تأمین اجتماعی (۱۷ درصد) و شرکت سرمایه‌گذاری صندوق بازنشستگی کشوری (۶ درصد) می‌باشند. بخشی از سهام شرکت پتروشیمی نوری نیز در بازار بورس تهران معامله می‌شود. سود خالص این شرکت در سال مالی۱۳۹۷ برابر با ۲۱۵۶ میلیارد تومان بوده‌است.
طبق اطلاعیه ای که در مهرماه ۱۴۰۲در سایت کدال منتشر گردید پتروشیمی نوری موفق به برنده شدن در مزایده بلوک ۲۰ درصدی پتروشیمی اروند شد.

## دستاوردهای پتروشیمی نوری در سال ۱۴۰۲
پتروشیمی نوری از ابتدای سال موفق به کسب جوایز بسیاری در ایران و جهان شده است. انتخاب پتروشیمی نوری به‌عنوان یکی از سه فینالیست جایزه تعالی ۲۴ مین کنگره جهانی نفت WPC
کسب رتبه دوم در جایزه بین‌المللی نوآوری در فرایند ICIS و دریافت گواهینامه ۵ ستاره ESG در رقابت بین‌المللی تجربه برتر، در زمینه سیاست‌های زیست‌ محیطی، مسئولیت اجتماعی و حاکمیت شرکتی بخشی از دستاوردهای این پتروشیمی بزرگ اروماتیک ایرانی در سال 402 است.